# Kaivannonsaari (ö i Kajanaland)
Kaivannonsaari är en halvö i Finland. Den ligger i sjön Pieni-Kiimanen och i kommunen Sotkamo i den ekonomiska regionen  Kajana ekonomiska region  och landskapet Kajanaland, i den centrala delen av landet, 500 km norr om huvudstaden Helsingfors.